# Championnat de France féminin de hockey sur glace 2023-2024
Saison précédente Saison suivante
La saison 2023-2024 est la 38e édition du Championnat de France féminin de hockey sur glace.

## Équipes engagées
| Club                          | Classement 2022-2023 | Patinoire                                                   | Capacité théorique |
| ----------------------------- | -------------------- | ----------------------------------------------------------- | ------------------ |
| Jokers de Cergy-Pontoise      | 2e (Carré final)     | Aren'ice                                                    | 3 000              |
| Jets d'Évry Viry              | 3e (Poule Nord)      | Patinoire des Lacs de l'Essonne Patinoire François Le Comte | 900 250            |
| Bisonnes de Neuilly-sur-Marne | 4e (Poule Nord)      | Patinoire municipale de Neuilly-sur-Marne                   | 700                |
| Gothiques d'Amiens            | 5e (Poule Nord)      | Coliseum                                                    | 3 400              |
| Entente Flandres 59           | NC                   | Patinoire Michel-Raffoux Patinoire Serge Charles Lille      | 1 400 400          |

| Club                           | Classement 2022-2023 | Patinoire                                                         | Capacité théorique |
| ------------------------------ | -------------------- | ----------------------------------------------------------------- | ------------------ |
| Remparts de Tours              | 1er (Carré final)    | Patinoire de Tours                                                | 2 316              |
| Rafales d'Occitanie            | 3e (Carré final)     | Patinoire Végapolis Patinoire Jacques-Raynaud Patinoire Alex Jany | 2 400 1 200 981    |
| Déferlantes de Bordeaux/Anglet | 4e (Poule Sud)       | Patinoire de Mériadeck Patinoire de la Barre                      | 3 312 1 200        |
| Flibustières de Nantes         | NC                   | Patinoire du Petit Port                                           | 1 060              |

| Club                          | Classement 2022-2023 | Patinoire                                                                                          | Capacité théorique      |
| ----------------------------- | -------------------- | -------------------------------------------------------------------------------------------------- | ----------------------- |
| Brûleurs de loups de Grenoble | 4e (Carré final)     | Patinoire Polesud                                                                                  | 4 208                   |
| Amazones de Marseille-PACA    | 3e (Poule Sud)       | Palais omnisports Marseille Grand Est Alp'Arena Patinoire René-Froger Palais des sports Jean-Bouin | 5 600 2 930 2 300 1 200 |
| Lionnes de Lyon               | NC                   | Patinoire Charlemagne                                                                              | 4 200                   |
| Éléphantes de Chambéry        | NC                   | Patinoire Buisson Rond                                                                             | 1 200                   |

- Légende des couleurs

- En gras : champion de France
- Nouvelle équipe
- Forfait d'avant saison

Chaque équipe joue 12 matchs de saison régulière sous un format allant d'un aller-retour et demi à un triple aller-retour.
La saison régulière a lieu entre le 30 septembre 2023 et le 2 mars 2024 et les équipes sont regroupées par implantation géographique.
Les points sont attribués de la façon suivante :
- victoire dans le temps règlementaire : 3 points ;
- victoire en prolongation ou aux tirs au but : 2 points ;
- défaite en prolongation ou aux tirs au but : 1 point ;
- défaite dans le temps règlementaire : 0 point.

## Saison régulière

### Poule Nord
| Résultats (dom.\ext.)                                              | AMI   | CER  | ÉVY  | FLA  | NEU   | AMI   | CER  | ÉVY  | FLA | NEU |
| Amiens                                                             |       | 0-7  | 1-6  | 4-3  | 2-3TF |       |      |      | 8-1 | 3-2 |
| Cergy-Pontoise                                                     | 6-2   |      | 3-4  | 20-1 | 7-6   | 4-3TF |      |      |     | 4-0 |
| Évry/Viry                                                          | 10-0  | 13-0 |      | 15-1 | 6-2   | 4-1   | 4-3  |      |     |     |
| Flandres 59                                                        | 2-3   | 0-13 | 0-13 |      | 3-13  |       | 1-10 | 2-15 |     |     |
| Neuilly-sur-Marne                                                  | 4-3Pr | 3-5  | 3-9  | 11-1 |       |       |      | 3-11 | 3-4 |     |
| - Victoire à domicile - Victoire à l'extérieur - Match non disputé |       |      |      |      |       |       |      |      |     |     |

| Clt   | Équipe            | PJ | V  | VP | D  | DP | BP  | BC  | Diff | Pts |
| ----- | ----------------- | -- | -- | -- | -- | -- | --- | --- | ---- | --- |
| +001, | Évry/Viry         | 12 | 12 | 0  | 0  | 0  | 110 | 19  | +91  | 36  |
| +002, | Cergy-Pontoise    | 12 | 8  | 1  | 3  | 0  | 82  | 37  | +45  | 26  |
| +003, | Amiens            | 12 | 4  | 0  | 5  | 3  | 30  | 52  | -22  | 15  |
| +004, | Neuilly-sur-Marne | 12 | 2  | 2  | 8  | 0  | 53  | 58  | -5   | 10  |
| +005, | Flandres 59       | 12 | 1  | 0  | 11 | 0  | 19  | 128 | -109 | 3   |

- Équipe qualifiée pour la phase finale
- Équipe qualifiée pour les barrages

### Poule Ouest
| Résultats (dom.\ext.)                                              | B/A  | NAN  | OCC  | TRS  | B/A  | NAN  | OCC | TRS  |
| Bordeaux/Anglet                                                    |      | 5-0  | 5-12 | 3-8  |      | 6-1  | 2-9 | 2-10 |
| Nantes                                                             | 0-11 |      | 2-15 | 1-14 | 0-7  |      | 1-9 | 0-15 |
| Occitanie                                                          | 6-1  | 9-1  |      | 0-3  | 7-2  | 11-2 |     | 0-10 |
| Tours                                                              | 17-0 | 19-0 | 6-4  |      | 31-0 | 16-3 | 4-1 |      |
| - Victoire à domicile - Victoire à l'extérieur - Match non disputé |      |      |      |      |      |      |     |      |

| Clt   | Équipe          | PJ | V  | VP | D  | DP | BP  | BC  | Diff | Pts |
| ----- | --------------- | -- | -- | -- | -- | -- | --- | --- | ---- | --- |
| +001, | Tours           | 12 | 12 | 0  | 0  | 0  | 153 | 14  | +139 | 36  |
| +002, | Occitanie       | 12 | 8  | 0  | 4  | 0  | 83  | 39  | +44  | 24  |
| +003, | Bordeaux/Anglet | 12 | 4  | 0  | 8  | 0  | 44  | 101 | -57  | 12  |
| +004, | Nantes          | 12 | 0  | 0  | 12 | 0  | 11  | 137 | -126 | 0   |

- Équipe qualifiée pour la phase finale
- Équipe qualifiée pour les barrages

### Poule Sud
| Résultats (dom.\ext.)                                              | GRE   | LYO | MAR | GRE | LYO   | MAR | GRE | LYO | MAR |
| Grenoble                                                           |       | 6-1 | 1-0 |     | 2-0   | 2-0 |     | 3-0 | 2-4 |
| Lyon                                                               | 4-3   |     | 2-3 | 4-2 |       | 5-2 | 2-3 |     | 4-3 |
| Marseille-PACA                                                     | 3-2TF | 2-4 |     | 0-2 | 3-2Pr |     | 1-7 | 0-3 |     |
| - Victoire à domicile - Victoire à l'extérieur - Match non disputé |       |     |     |     |       |     |     |     |     |

| Clt   | Équipe         | PJ | V | VP | D | DP | BP | BC | Diff | Pts |
| ----- | -------------- | -- | - | -- | - | -- | -- | -- | ---- | --- |
| +001, | Grenoble       | 12 | 8 | 0  | 3 | 1  | 35 | 19 | +16  | 25  |
| +002, | Lyon           | 12 | 6 | 0  | 5 | 1  | 31 | 32 | -1   | 19  |
| +003, | Marseille-PACA | 12 | 2 | 2  | 8 | 0  | 21 | 36 | -15  | 10  |

- Équipe qualifiée pour la phase finale
- Équipe qualifiée pour les barrages

## Phase finale

### Barrage
Le barrage se déroule sous la forme d'une triangulaire au Polygone de Valence les 22, 23 et 24 mars 2024. L'équipe finissant première de cette triangulaire rejoint les 3 équipes premières de poules en saison régulière pour le carré final.
| Résultats (dom.\ext.)                                              | CER | LYO | OCC |
| Cergy-Pontoise                                                     |     |     | 0-2 |
| Lyon                                                               | 0-5 |     | 2-3 |
| Occitanie                                                          |     |     |     |
| - Victoire à domicile - Victoire à l'extérieur - Match non disputé |     |     |     |

| Clt   | Équipe         | PJ | V | VP | D | DP | BP | BC | Diff | Pts |
| ----- | -------------- | -- | - | -- | - | -- | -- | -- | ---- | --- |
| +001, | Occitanie      | 2  | 2 | 0  | 0 | 0  | 5  | 2  | +3   | 6   |
| +002, | Cergy-Pontoise | 2  | 1 | 0  | 1 | 0  | 5  | 2  | +3   | 3   |
| +003, | Lyon           | 2  | 0 | 0  | 2 | 0  | 2  | 8  | -6   | 0   |

- Équipe qualifiée pour la phase finale
- Équipe qualifiée pour les barrages

### Carré final
La meilleure équipe de chaque poule et l'équipe vainqueur du barrage s'affrontent au sein d'un tournoi final.
| Résultats (dom.\ext.)                                              | ÉVY | GRE | OCC | TRS |
| Évry-Viry                                                          |     | 8-1 | 7-3 | 3-5 |
| Grenoble                                                           |     |     | 6-2 | 1-2 |
| Occitanie                                                          |     |     |     | 5-3 |
| Tours                                                              |     |     |     |     |
| - Victoire à domicile - Victoire à l'extérieur - Match non disputé |     |     |     |     |

| Clt   | Équipe    | PJ | V | VP | D | DP | BP | BC | Diff | Pts |
| ----- | --------- | -- | - | -- | - | -- | -- | -- | ---- | --- |
| +001, | Tours     | 3  | 2 | 0  | 1 | 0  | 10 | 9  | +1   | 6   |
| +002, | Évry-Viry | 3  | 2 | 0  | 1 | 0  | 18 | 9  | +9   | 6   |
| +003, | Grenoble  | 3  | 1 | 0  | 2 | 0  | 8  | 12 | -4   | 3   |
| +004, | Occitanie | 3  | 1 | 0  | 2 | 0  | 10 | 16 | -6   | 3   |

- Équipe championne de France